# Kreuz (Notenschrift)
Das Kreuz ♯ bezeichnet in der Musik die Erhöhung eines Stammtons um einen Halbton. An den Tonnamen des alterierten Tons wird die Endung -is angehängt (z. B. Fis für erhöhtes F). Dieses Suffix ist eine Abkürzung des griechischen Wortes diesis, das schon in der Antike einen Halbton bezeichnete. Das Zeichen wird als doppelliniges Kreuz mit zwei senkrechten, parallelen Längsstrichen und zwei schräg nach oben verlaufenden Querstrichen geschrieben. Das Zeichen wird entweder auf eine Zeile oder einen Zwischenraum des Notensystems geschrieben und alteriert den auf dieser Tonhöhe stehenden Ton. Steht der zu erhöhende Ton auf einer Hilfslinie, so wird das Kreuz vor die Hilfslinie gesetzt.

Durch ein Kreuz wird das C zum Cis erhöht

Das Symbol wird in zweierlei Weise verwendet:
- als Versetzungszeichen steht es direkt vor einer bestimmten Note; es gilt nur in demjenigen Takt, in dem es notiert ist, und nur für den bezeichneten Oktavbereich
- als Vorzeichen steht es unmittelbar nach dem Notenschlüssel und gilt entweder bis zum Ende des Stücks, oder bis es durch andere Vorzeichen aufgelöst wird; es gilt ferner für alle Oktavbereiche.

## Geschichte
In der älteren Choralnotation bildeten sich ab dem 10. Jahrhundert zunächst nur zwei Versetzungszeichen heraus, die sich immer auf den Stammton B bezogen: das b rotundum („rundes B“) oder auch b molle bezeichnete die niedrigere Tonvariante, das b quadratum oder b durum („quadratisches B“) die höhere. Aus dem b quadratum entwickelten sich sowohl das Kreuz als auch das Auflösungszeichen.

## Darstellung in Computersystemen
Im internationalen Zeichenkodierungssystem Unicode liegt das Kreuz ♯ auf Position U+266F (musical sharp sign).
Das auch „Doppelkreuz“ genannte Schriftzeichen # (Rautezeichen, U+0023 number sign, nicht mit dem Doppelkreuz der Notenschrift zu verwechseln) ist ein eigenes Zeichen und nicht mit dem Kreuz der Notenschrift identisch. Es wird jedoch oft als Ersatzdarstellung für das Kreuz verwendet.
In LaTeX wird das Kreuz durch die Syntax \sharp erzeugt, die folgendes Resultat erzielt: {\displaystyle \sharp }.

## Varia
Mehrere Programmiersprachen, die meist für das .Net-Framework entwickelt wurden, tragen das Kreuz in ihren Namen.
Beispiele:
- C# (sprich: C sharp)
- F# (sprich: F sharp)
- J# (sprich: J sharp)

Da das Erhöhungszeichen jedoch auf keiner Standardtastatur direkt eingegeben werden kann, verwendet man stattdessen aus praktischen Gründen meistens das Rautezeichen.